# Смена-2

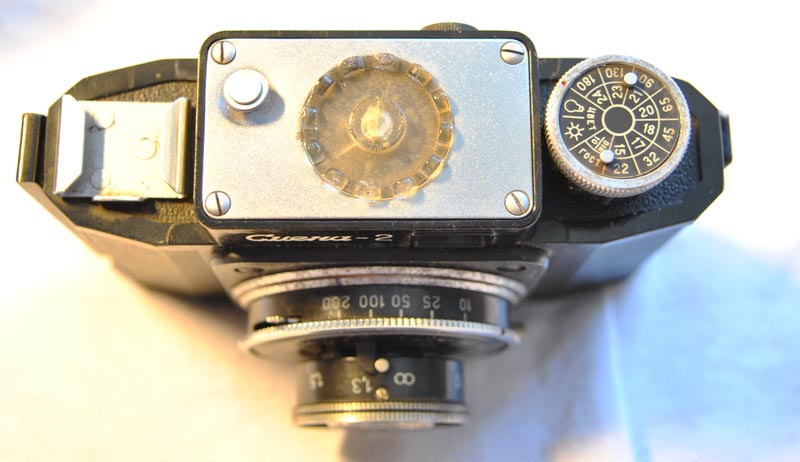
«Смена-2», верхняя панель

Сме́на-2 — советский малоформатный шкальный фотоаппарат. Модификация первой послевоенной «Смены». Основное отличие — наличие автоспуска и синхроконтакта.
Производился с 1955 по 1962 год ГОМЗ (Ленинград) и с 1958 год по 1961 год Минским заводом ММЗ (ныне БелОМО). Аппараты производства ГОМЗ и ММЗ незначительно отличаются друг от друга.
Всего произведено 1.579.326 шт.

## Технические характеристики
- Корпус бакелитовый, задняя стенка съёмная.
- Зарядка фотоплёнкой типа 135 в стандартных кассетах.
- Обратная перемотка плёнки отсутствует, отснятая плёнка подается в пустую кассету.
- Перемотка плёнки головкой. Взвод затвора раздельный от перемотки плёнки. Есть блокировка от повторной съемки на один кадр, отключается дополнительной кнопкой на верхнем щитке.
- Центральный фотографический затвор, выдержки 1/200 — 1/10 и «В».
- Объектив Триплет «Т-22» 4,5/40. Фокусировка от 1,3 м до «бесконечности» по шкале расстояний.
- Диафрагмирование объектива от f/4,5 до f/22.
- Видоискатель оптический параллаксный.
- Синхроконтакт «Х», выдержка синхронизации — любая. Имеется обойма для крепления съёмного дальномера (или фотовспышки).
- Автоспуск.